# Ланчинский, Людовик
Людовик Ланчинский (Людвиг) (пол. Ludwik Kazimierz Łączyński, 1680 —17 ноября 1752, Вена) — российский дипломат польского происхождения (шляхтич герба Косцеша), действительный тайный советник. Чрезвычайный посланник и полномочный министр в Габсбургской монархии. Являясь с 1721 по 1752 годы российским резидентом при Венском дворе, Ланчинский содействовал образованию русско-австрийского военно-политического союза второй четверти XVIII века.

## Биография
Людовик Ланчинский поступил на русскую службу в 1705 году в качестве переводчика к графу Андрею Матвееву. Сопровождал графа Матвеева в поездках в Лондон, Дрезден и Вену.
В 1712 году в Дрездене был лично представлен императору Петру I. С апреля по август 1715 года, из-за отъезда Матвеева, Ланчинский впервые оказался самостоятельным представителем России при Венском дворе. 7 (18) января 1717 года, когда руководителем русской миссии в Вене был Авраам Веселовский, получил чин секретаря посольства. В 1718 году был назначен резидентом в Гданьск, затем секретарём посольства в Берлине.
В январе 1719 года Ланчинский вёл тайные переговоры с принцем Гессен-Кассельским по случаю смерти короля Карла XII и возможности занятия шведского трона родственниками герцога. За эти переговоры Ланчинский был пожалован чином камер-юнкера. В том же году был отпущен в Польшу, официально с частной поездкой, но в действительности для наблюдения за ситуацией и удержания Речи Посполитой в состоянии союза с Россией.
В 1720 году в Вену было послано посольство графа П.И. Ягужинского с целью восстановления дружественных отношений, испорченных после дела царевича Алексея Петровича. Ягужинский, благоволивший Ланчинскому, взял его с собой. Посольство успешно справилось с поставленной задачей и 10 (21) марта 1721 года Ягужинский покинул Вену. После отъезда Ягужинского, Ланчинский остался в качестве полномочного министра при венском императорском дворе.
В Вене Ланчинский продолжил, начатые ещё Ягужинским, переговоры по организации Брауншвейгского конгресса. Конгресс должен был примирить Россию и Швецию и разрешить споры о «шведском наследии» — послевоенном положении Шлезвига, Бремена, Фердене, Штеттина и Лифляндии. Переговоры затянулись, а заключение 19 (30) августа 1721 года мира в Ништадте сделало созыв конгресса бессмысленным.
В конце 1724 года по инициативе Петра I Ланчинский начал переговоры о присоединении Австрии к Стокгольмскому союзу. Переговоры затягивались, а 20 февраля 1725 года Ланчинский получил известие о смерти императора Петра. Русский посланник был принят императором Карлом VI в неурочный день (воскресенье). Император выразил Ланчинскому свои соболезнования и сообщил, что желает продолжить и укрепить дружбу между державами. Такие-же заверения русский посланник получил и от канцлера графа Зинцендорфа и вице-канцлера графа Шёнборна.
Русско-австрийский союз был заключён в 1726 году. Договор был подписан Ланчинским и принцем Евгением Савойским в Вене 26 июля (6 августа) 1726 года. По Венскому договору 1726 года Россия присоединялась к Венскому союзу, устанавливалось новое для международной дипломатии того времени правило взаимных консультаций послов союзников при иностранных дворах, определялись размеры вспомогательных военных корпусов, русский флот получал право убежища в портах Империи и Испании. Императрица Екатерина I ратифицировала договор 3 сентября на заседании Верховного тайного совета. 29 октября 1726 года в Вене был произведён обмен ратификациями сторон. За заключение союзного договора Ланчинский был пожалован чином действительного камергера и чрезвычайного посланника.
С 31 декабря 1741 года — действительный тайный советник.

## Награды
- Орден Святого Александра Невского (13.02.1745)[6].